# Актоганський сільський округ (Меркенський район)
Актога́нський сільський округ (каз. Ақтоған ауылдық округі, рос. Актоганский сельский округ) — адміністративна одиниця у складі Меркенського району Жамбильської області Казахстану. Адміністративний центр — село Актоган.
Населення — 3664 особи (2021; 3392 у 2009, 3236 у 1999, 3162 у 1989).
Станом на 1989 рік існувала Більшовицька сільська рада (села Більшовик, Казахдікан). 1997 року Актоганський сільський округ був ліквідований та переданий до складу Жамбильського сільського округу. 2001 року Актоганський сільський округ був відновлений, до складу округу також було включено село Красна Зоря. 2002 року село Красна Зоря було повернуто до складу Жамбильського сільського округу.

## Склад
До складу округу входять такі населені пункти:
| Населений пункт  | Старі назви | Населення, осіб (1989) | Населення, осіб (1999) | Населення, осіб (2009) | Населення, осіб (2021) |
| ---------------- | ----------- | ---------------------- | ---------------------- | ---------------------- | ---------------------- |
| Актоган, село    | Більшовик   | 2686                   | 2933                   | 2885                   | 3183                   |
| Казахдікан, село | -           | 476                    | 303                    | 507                    | 481                    |